# Charles Curran
Sir Charles John Curran (13 de outubro de 1921 - 9 de janeiro de 1980) foi diretor-geral da BBC de abril de 1969 a setembro de 1977. Durante sua gestão à frente da emissora pública britânica, foram criados alguns dos mais famosos programas humorísticos da mesma como Dad's Army, Porridge, Fawlty Towers e Monty Python's Flying Circus. A produção do documentário Yesterday Man (1971) foi controversa, gerando protestos do partido trabalhista e do ex primeiro ministro Harold Wilson. Curran recebeu pressões para não levar o programa ao ar, desencadeando uma pequena crise política. Em 1975, as emissões da BBC na Espanha chegaram a ser prejudicadas após Curran ter dado espaço para a oposição ao regime franquista na TV, o que despertou a ira do governo espanhol.
Em 1973 recebeu o prêmio Emmy Internacional de Melhor Chefe Executivo.